# Tan Zhongyi
Tan Zhongyi (chinês: 谭中怡; (Xunquim, 29 de maio de 1991) é uma jogadora de xadrez da China. Foi a campeã mundial mundial de xadrez, tendo conquistado o título  no Campeonato Mundial Feminino de Xadrez de 2017 após ter derrotado Anna Muzychuk.   Ela é a três vezes campeã nacional feminina chinesa e é cinco vezes campeã nacional geral com títulos em 2015, 2020, 2021 e 2022.

## Carreira
Tan nasceu em Chongqing. Em 1997, ela começou a aprender a jogar xadrez.  Ela venceu o Campeonato Mundial Juvenil de Xadrez Feminino Sub-10 duas vezes, em 2000 e 2001, ambos disputados em Oropesa del Mar. Em 2002, ela venceu o Campeonato Mundial Juvenil de Xadrez Feminino Sub-12 em Heraklion.
Em 2011, ela venceu o torneio de xadrez feminino na universitário de Verão de 2011 em Shenzhen, contribuindo para a medalha de ouro da equipe da China.  Tan venceu o Campeonato Mundial Feminino de Xadrez Universitário de 2012 em Guimarães.
Em maio de 2015, ela venceu o Campeonato Chinês de Xadrez Feminino em Xinghua.  No mês seguinte, Tan venceu o 5º Torneio Chinês de Masters Feminino com 7/9, um ponto inteiro à frente da segunda colocada Lei Tingjie.
Ela ganhou a medalha de ouro feminina no tabuleiro 4 na 42ª Olimpíada de Xadrez em 2016.
Ela chegou à final do Campeonato Mundial Feminino de Xadrez de 2017 contra a GM Anna Muzychuk. Elas terminaram os jogos clássicos 2-2 com uma vitória cada, enviando a partida para um tie-break rápido. Tan venceu o tie-break de dois jogos empatando o primeiro jogo com as Pretas e depois vencendo o segundo jogo com as Brancas, e assim se tornou Campeã Mundial Feminina. Isso também lhe rendeu o título de Grande Mestre.
Ela perdeu o título de Campeã Mundial Feminino para Ju Wenjun na partida do Campeonato Mundial Feminino de Xadrez de 2018.
Em 2020, ela ganhou o prêmio máximo feminino no Gibraltar Masters.
Em 2021, Tan alcançou o terceiro lugar na Copa do Mundo de Xadrez Feminino após vencer Anna Muzychuk com uma pontuação de 2,5 - 1,5.
Em 2022, Tan venceu o Campeonato Mundial Feminino de Rápidas em Almaty, Cazaquistão, após derrotar a jogadora local Dinara Saduakassova no desempate.
Em 2024 venceu o Torneio de Candidatas conquistando o direito de desafiar Ju Wenjun, a atual Campeã Mundial Feminina. 
Tan venceu a Cairns Cup 2024, Um dos torneios femininos mais fortes do mundo.
Em julho de 2024 venceu o Belt & Road Rapid Masters. Venceu o The Belt and Road" 2024 China  International Women Chess Open no ritmo clássico